# خوزه آنجل کارمونا
خوزه آنجل کارمونا (انگلیسی: José Ángel Carmona؛ زادهٔ ۲۹ ژانویهٔ ۲۰۰۲) بازیکن فوتبال اهل اسپانیا است. او عمدتاً در پست دفاع راست بازی کرده ولی می‌تواند در پست دفاع میانی نیز در زمین ظاهر شود.
وی همچنین در تیم ملی فوتبال زیر ۲۱ سال اسپانیا بازی کرده‌است.